# Andreas Stenger
Andreas Stenger (* 27. Februar 1963 in Homburg, Saarland) ist ein deutscher Polizist und seit 2021 Präsident des Landeskriminalamts Baden-Württemberg.

## Beruflicher Werdegang
Andreas Stenger trat 1981 in den Dienst beim Bundesgrenzschutz ein und wechselte 1988 zur Polizei Baden-Württemberg. Er absolvierte in der Folgezeit mehrere Stationen beim Polizeipräsidium Mannheim und stieg 1998 in den gehobenen Dienst auf, 2003 in den höheren Dienst. Ab 2003 arbeitete er als Referent im Innenministerium Baden-Württemberg, Landespolizeipräsidium. Ab 2005 leitete er bei der damaligen Polizeidirektion Heidelberg die Kriminalinspektionen 1 und 4. 2011 wurde er stellvertretender Leiter, 2014 Leiter des Kriminaltechnischen Instituts beim Landeskriminalamt Baden-Württemberg. Ab 2018 nahm er kommissarisch die Aufgaben des Vizepräsidenten beim Landeskriminalamt Baden-Württemberg wahr. Zum 1. Mai 2019 trat er die Nachfolge von Thomas Köber als Polizeipräsident von Mannheim an.
Zum 1. Mai 2021 wurde Stenger Nachfolger von Ralf Michelfelder, Präsident des Landeskriminalamts Baden-Württemberg. Zu seinem Nachfolger als Polizeipräsident wurde Siegfried Kollmar bestimmt.
Im Dezember 2023 beschrieb er ein „neues Bandenphänomen“ in Baden-Württemberg, bei dem junge Männer, multiethnisch, mit Migrationshintergrund aus bildungsfernen Milieus anders als in Berlin oder Köln nicht durch Clan oder Nationalität, sondern durch den Nervenkitzel eines kriminellen Lebensentwurfs geeint seien. Hauptmerkmale seien ein „toxischer Ehrbegriff“ und „gewalt-legitimierende Männlichkeit“. Anlass war der Gerichtsprozess gegen den Iraner, der im Juni 2023 eine Handgranate auf eine Trauergemeinde in Altbach (bei Esslingen) geworfen hatte.